# Окада Изо
Окада Изо (транслит. ; 14. фебруар 1838 – 3. јун 1865) био је јапански самурај касног Едо периода.

## Кратка биографија
Окада Изо је остао познат као један од четири атентатора и убица по политичкој основи, тз. хитокири-ја (хито – човек, кири - сећи) током бакумацу владавине (владавине Токугава шогуната). Рођен је у округу Тоса као самурај ниже класе „каши“. Отац му је био Окада Гихеи који није био самурајске касте али се уздигао до тог нивоа. У једном тренутку, под утицајем Сонно џои идеје настале након доласка Перијевих бродова у Јапан и потписивањем споразума у Канагави, придружује се покрету „Тоса Кинното“ под вођством Такечи Ханпеите (покрет настао под утицајем исте џои политике "подржимо цара, протерајмо варваре"). Заједно са Танаком Шинбеијем и под нарађењима Ханпеите убијаће по Кјоту разне неистомишљенике и противнике покрете „Џои“ и „Тоса Кинното“.
Након што је ухваћен у Кјоту бива погубљен одсецањем главе.

## Изо у популарној култури
Неколико јапанских играних филмова има Изоа као главног протагонисту приче, а највише се истиче филм из 1968. године „Хитокири“ (где га игра Шинтаро Кацу) и „Изо“ режисера Такаши Микеа из 2004. године. У таига драми „Ryōmaden“ државне телевизије Јапана (NHK) приказан је као пријатељ Сакамото Рјоме и подређеног Такечи Ханпеите. У серији га је одглумео јапански глумац Такеру Сато.
Често је портретисан у јапанским мангама и анимеима попут „Rurouni Kenshin“ и Гинтаме где је ликови не прате историју већ су само позајмљени именом.